# Макс Чарльз
Макс Джозеф Чарльз (англ. Max Joseph Charles; нар. 18 серпня 2003, Дейтон, Огайо, США) — американський актор і фотограф. З'явився у фільмі 2012 року «Троє маріонеток» як молодий Пітер Паркер у «Нова Людина-павук», а також зіграв роль у науково-фантастичному комедійному серіалі ABC «Сусіди».

## Фільмографія

### Фільми
| Рік  |    | Українська назва                    | Оригінальна назва             | Роль         |
| ---- | -- | ----------------------------------- | ----------------------------- | ------------ |
| 2012 | ф  | Нестабільний                        | Unstable                      | Олівер Марч  |
| 2012 | ф  | Троє маріонеток                     | The Three Stooges             | Пізер        |
| 2012 | ф  | Найменший серед святих              | Least Among Saints            | Ділан        |
| 2012 | ф  | Нова Людина-павук                   | The Amazing Spider-Man        | Пітер Паркер |
| 2014 | ф  | Нова Людина-павук 2. Висока напруга | The Amazing Spider-Man 2      | Пітер Паркер |
| 2014 | мф | Містер Пібоді та Шерман             | Mr. Peabody & Sherman         | Шерман       |
| 2014 | ф  | Останні вижили                      | The Last Survivors            | Елбі         |
| 2014 | ф  | Американський снайпер               | American Sniper               | Колтон Кайл  |
| 2016 | мф | Angry Birds у кіно                  | The Angry Birds Movie         | Боббі        |
| 2017 | мф | Скубі Ду! На Дикому Заході          | Scooby-Doo! Shaggy's Showdown | Бадді Г.     |
| 2020 | ф  | Царство Алі                         | Ali's Realm                   | Чарлі        |
| 2021 | мф | Дракон бажань                       | Wish Dragon                   | Молодий Лонг |

## Нагороди та номінації
| Рік  | Премія                 | Категорія                                                                          | Робота | Результат | Примітки |
| ---- | ---------------------- | ---------------------------------------------------------------------------------- | ------ | --------- | -------- |
| 2013 | Молодий актор (премія) | Найкраща роль у серіалі – молодий актор другого плану                              | Сусіди | Номінація | [ 8 ]    |
| 2013 | Молодий актор (премія) | Видатний молодий ансамбль у серіалі (поділився з Ізабеллою Крамп і Іаном Патріком) | Сусіди | Перемога  | [ 8 ]    |
| 2016 | Сатурн                 | Премія «Сатурн» за найкращу роль молодого актора чи акторки в телесеріалі          | Штам   | Номінація |          |
| 2017 | Сатурн                 | Кращий молодший актор телевізійного серіалу                                        | Штам   | Номінація | [ 9 ]    |
| 2018 | Сатурн                 | Краща гра молодшого актора в телесеріалі                                           | Штам   | Номінація | [ 10 ]   |